# Béatrix Beck
Béatrix Beck (født 14. juli 1914 i Villars-sur-Ollon, død 30. november 2008 i Saint-Clair-sur-Epte) var en belgisk-fransk forfatter, der i 1952 fik Goncourtprisen for romanen Léon Morin, prêtre.